# Norman Hetherington
Norman Frederick Hetherington (29 de maio de 1921 - 6 de dezembro de 2010) foi um cartunista australiano, mais conhecido como criador do programa infantil de longa duração Mr Squiggle.
Ele foi premiado com a Ordem da Austrália pelo seu trabalho com programas infantis.